# Sangiovese

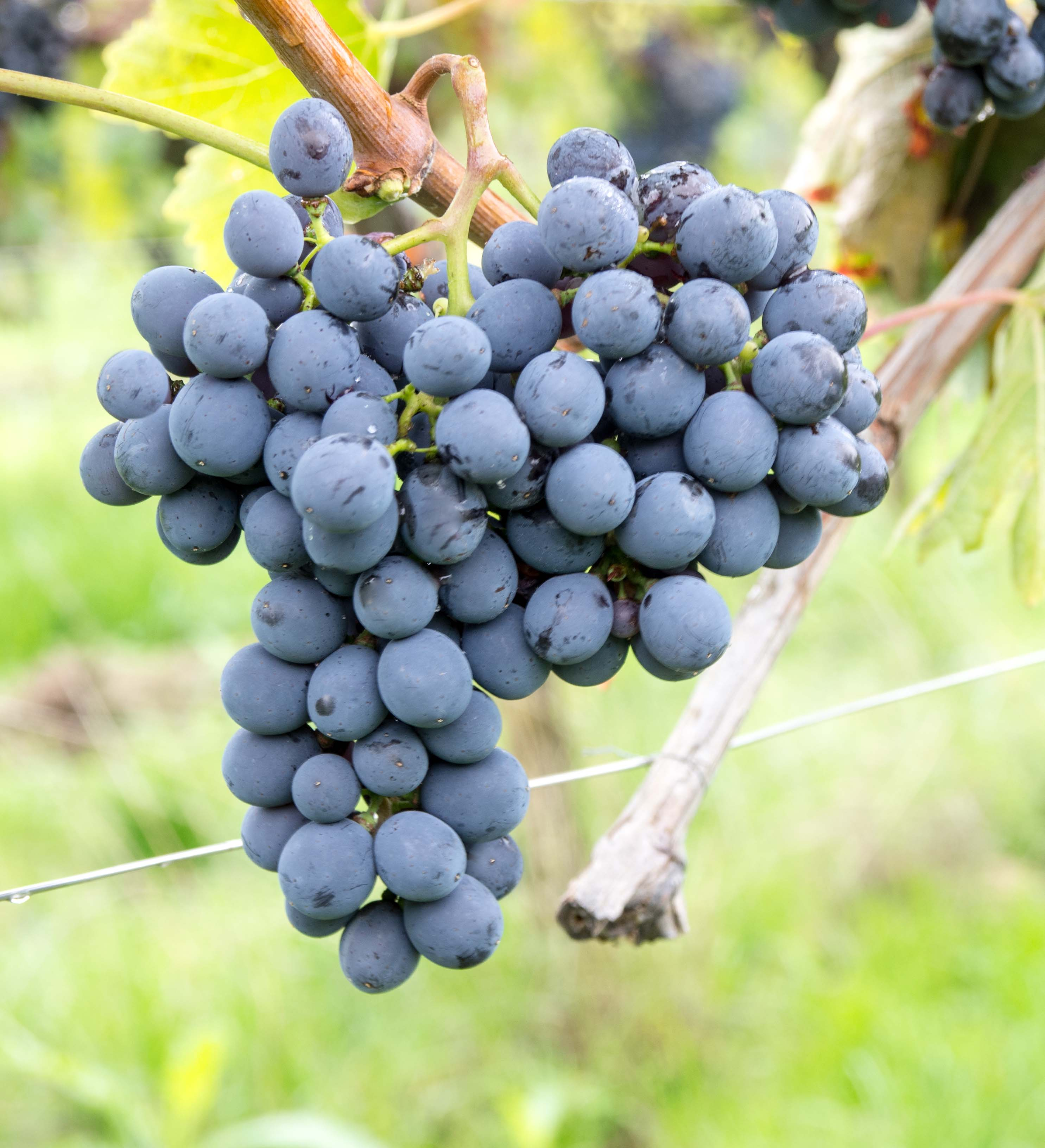
Sangiovese

Sangiovese  je italská odrůda červeného vína. Patří k nejvýznamnějším a nejrozšířenějším odrůdám Itálie a tvoří základ pro známá vína jako Brunello di Montalcino, Chianti Classico, Chianti, Morellino di Scansano nebo Vino Nobile di Montepulciano. Obecně se víno Sangiovese vyznačuje spíše světle červenou barvou a výraznou strukturou s vysokým obsahem kyselin a tříslovin.
Původ této odrůdy je nejasný po genetické i agronomická stránce. Předchůdci Sangiovese možná byli pěstováni již v římské nebo dokonce etruské době, což však nelze prokázat. Odrůda se poprvé objevila v roce 1590 pod názvem Sangiogheto nebo Sangioveto u toskánského agronoma Giovana Vettoria Soderiniho. V regionu Emilia-Romagna existují důkazy o odrůdě Sanzuvesa kolem roku 1650. Původ jména Sangiovese je také nejasný, někdy se vykládá jako sanguis jovis, latinsky krev Jova (Jupitera).
Hlavními pěstitelskými oblastmi Sangiovese jsou tradiční sídelní oblasti Etrusků, zejména oblast Toskánska. Často se také pěstuje v regionech Emilia-Romagna a Marche. Některá z nejznámějších červených vín Toskánska jsou založena na Sangiovese podle výrobních předpisů:
- Brunello a Rosso di Montalcino, Sangiovese je jedinou odrůdou povolenou pro tato vína.
- Vino nobile a Rosso di Montepulciano, obsah Sangiovese nejméně 70 %
- Chianti Classico, obsah Sangiovese alespoň 80 %, Chianti DOCG alespoň 70 %
- Carmignano nejméně 50 %
- Morellino di Scansano nejméně 85 %

Další známá vína založená na Sangiovese jsou: Rosso di Montefalco z Umbrie (60-70 %), Rosso Piceno Sangiovese z Marche (nejméně 85 %) nebo Romagna Sangiovese z Emilia-Romagna (nejméně 85 %). Samostatnou kategorií vín, ve které Sangiovese hraje důležitou roli, jsou tzv. „Supertuscans“, která většinou vycházejí z francouzských vzorů. V těchto vínech se Sangiovese často mísí s mezinárodními odrůdami ( Cabernet Sauvignon, Merlot) a zraje v barikových sudech.
Réva velmi rychle roste, preferuje lehkou, vápenitou půdu a dobré stanoviště, poskytuje vysoké výnosy a dozrává začátkem října.